# 斯圖傑尼齊亞 (科羅斯特舍夫區)
50°20′19″N 28°53′50″E / 50.33861°N 28.89722°E
斯圖傑尼齊亞（烏克蘭語：Студениця）是烏克蘭北部的村莊，隸屬日托米爾州的日托米爾區。該村始建於1583年，面積6平方公里，海拔高度198米，2001年人口1,437。